# Rapatac
Rapatac är en svensk ideell organisation grundad av Moussa N’diaye 2004.
Föreningen vill verka för att barn och ungdomar ska få en bra uppväxt genom att erbjuda hjälp med skolarbete och goda fritidssysselsättningar. Verksamhetens ledord är: Respekt, Gemenskap, Tillit, Ansvarstagande, Attraktion, Relation och Engagemang.
Föreningens största satsning är ett bygge av ett allaktivititetshus i Gävle, Sätra.
Moussa N’diaye fick 2009 ett pris som Årets Eldsjäl under galan Svenska hjältar.